# Наврочиньский, Богдан
Богдан Роман Наврочиньский (9 апреля 1882, Добрава — 17 января 1974, Варшава) — польский педагог и историк образования, исследователь истории школ и истории педагогической мысли Европы, один из основателей польской научной педагогики.

## Биография
В 1892 году поступил в среднюю школу в Кельце, год спустя продолжил обучение в гимназии правительства Царства Польского в Варшаве. Окончил школу в возрасте 20 лет с серебряной медалью. С юности отличался разнообразными интересами и первоначально не хотел становиться преподавателем; поступил, тем не менее, в университет, где изучал польскую литературу и философию. В 1905 году окончил юридический факультет Варшавского университета, в 1906—1908 годах изучал философию и психологию в Берлине и Лейпциге.
Активно участвовал в молодёжных митингах и демонстрациях против русификации высшего и среднего образования в Царстве Польском, входившем в состав Российской империи. Был делегатом на съезде молодёжи национальных университетов в Закопане в 1909 году. В том же году он сдал экзамен на учителя польского и латыни и по основам философии, после чего преподавал в школах и работал в обществе польских учителей, редактируя его журналы «Воспитание дома и в школе» (польск. «Wychowanie w Domu i w Szkole») и «Педагогическое обозрение» (польск. «Przeglad Pedagogiczny»). Затем отправился в Лемберг (ныне Львов), чтобы учиться в местном университете у Казимежа Твардовского, под руководством которого он написал докторскую диссертацию Prolegomena do nauki o jasności sądów,, защита которой состоялась в 1914 году.
Будучи разносторонним учёным, впоследствии продолжил изучение философии, также изучал право и социологию. В 1917—1924 годах преподавал в Государственном педагогическом университете и одновременно был инспектором средних школ при министерстве вероисповеданий и народного просвещения. В 1925—1926 годах был профессором Познанского университета, где фокусировал исследования в основном на изучении так называемого «нового образования», в особенности на фундаментальных принципах работы школы. В 1926 году перешёл на работу в Варшавский университет, где возглавил кафедру педагогики и начал проведение обширных педагогических исследований; именно в этот период были написаны его главные работы.
Во время немецкой оккупации Польши был одним из организаторов тайного университетского преподавания в Варшаве и Ченстохове. В 1945—1948 годах был проректором Варшавского университета. 1 октября 1948 года формально вышел в отставку, но не прекратил научную и организационную деятельность в области науки. Был назначен директором Управления научного общества Варшавы и библиотекарем Польской академии наук.
В 1958 году вернулся к преподавательской работе, а предметом его научных исследований стала сравнительная педагогика. Продолжал вести исследовательской работу и публиковать статьи до 1967 года.
Главный труд — «Zasady nauczania» (рус. «Основы обучения», 1930), впоследствии многократно переизданный. Основой взглядов Наврочиньского была система, ориентированная на индивидуализацию обучения и мотивацию учащихся к самостоятельному творческому труду.